# Carlos Alcaraz (cầu thủ bóng đá)
Carlos Jonas "Charly" Alcaraz Durán (sinh ngày 30 tháng 11 năm 2002) là một cầu thủ bóng đá chuyên nghiệp người Argentina hiện tại đang thi đấu ở vị trí tiền vệ cho câu lạc bộ Juventus tại Serie A, theo dạng cho mượn từ Southampton tại EFL Championship.

## Sự nghiệp thi đấu

### Racing Club
Alcaraz đã từng thi đấu cho Deportes Infantiles de Villa Elisa, trước khi gia nhập học viện trẻ của Racing Club vào năm 2017. Alcaraz ra mắt chuyên nghiệp cho Racing Club trong trận hòa 1–1 tại Giải vô địch bóng đá Argentina trước Atlético Tucumán vào ngày 26 tháng 1 năm 2020.
Anh ghi bàn quyết định trong trận chung kết Cúp quốc gia Argentina 2022 gặp Boca Juniors ở phút thứ 118 của hiệp phụ thứ 2, nhưng cũng là người phải nhận 1 trong số 10 thẻ đỏ của trận đấu.

### Southampton
Vào tháng 1 năm 2023, anh ký bản hợp đồng 4 năm rưỡi với câu lạc bộ Southampton tại Giải bóng đá Ngoại hạng Anh. Theo nhiều nguồn tin, Alcaraz đã được bán với giá 12 triệu bảng Anh và Racing Club cũng đảm bảo 15% cho một giao dịch mua bán tiềm năng trong tương lai. Ngày 14 tháng 1, Alcaraz ra mắt cho đội bóng trong chiến thắng 2–1 trước Everton tại Giải bóng đá Ngoại hạng Anh, khi vào sân thay cho Roméo Lavia ở phút thứ 61. Ngày 11 tháng 2, anh ghi bàn thắng đầu tiên cho đội bóng tại Premier League, trong trận thua 1-2 trước trên sân nhà Wolves, khi ghi bàn mở tỷ số ở phút thứ 24.
Vào ngày 6 tháng 10 năm 2023, Alcaraz ký bản hợp đồng mới có thời hạn 5 năm.

#### Cho mượn tại Juventus
Vào ngày 31 tháng 1 năm 2024, Alcaraz gia nhập câu lạc bộ Juventus tại Serie A dưới dạng cho mượn trong phần còn lại của mùa giải 2023–24. Hợp đồng cho mượn được cho là bao gồm một tùy chọn mua trị giá 49,5 triệu euro. Anh ra mắt câu lạc bộ vào ngày 5 tháng 2 năm 2024, trong trận thua 0-1 trước Inter Milan, vào sân thay thế cho Weston McKennie ở phút thứ 90.

## Thống kê sự nghiệp

### Câu lạc bộ
Tính đến 5 tháng 2 năm 2024
| Câu lạc bộ          | Mùa giải            | Giải đấu                                | Giải đấu | Giải đấu | Cúp quốc gia | Cúp quốc gia | League cup | League cup | Châu lục | Châu lục | Khác | Khác | Tổng cộng | Tổng cộng |
| Câu lạc bộ          | Mùa giải            | Hạng                                    | Trận     | Bàn      | Trận         | Bàn          | Trận       | Bàn        | Trận     | Bàn      | Trận | Bàn  | Trận      | Bàn       |
| ------------------- | ------------------- | --------------------------------------- | -------- | -------- | ------------ | ------------ | ---------- | ---------- | -------- | -------- | ---- | ---- | --------- | --------- |
| Racing Club         | 2019–20             | Giải bóng đá vô địch quốc gia Argentina | 1        | 0        | —            | —            | 8          | 1          | 5        | 0        | 1    | 1    | 15        | 2         |
| Racing Club         | 2021                | Giải bóng đá vô địch quốc gia Argentina | 18       | 1        | 1            | 0            | 6          | 0          | 1        | 0        | —    | —    | 26        | 1         |
| Racing Club         | 2022                | Giải bóng đá vô địch quốc gia Argentina | 19       | 3        | 1            | 0            | 14         | 4          | 6        | 1        | 2    | 1    | 42        | 9         |
| Racing Club         | Tổng cộng           | Tổng cộng                               | 38       | 4        | 2            | 0            | 28         | 5          | 12       | 1        | 3    | 2    | 83        | 12        |
| Southampton         | 2022–23             | Giải bóng đá Ngoại hạng Anh             | 18       | 4        | 1            | 0            | 2          | 0          | —        | —        | —    | —    | 21        | 4         |
| Southampton         | 2023–24             | EFL Championship                        | 23       | 3        | 2            | 0            | 1          | 1          | —        | —        | —    | —    | 26        | 4         |
| Southampton         | Tổng cộng           | Tổng cộng                               | 41       | 7        | 3            | 0            | 3          | 1          | —        | —        | —    | —    | 47        | 8         |
| Juventus (mượn)     | 2023–24             | Serie A                                 | 1        | 0        | 0            | 0            | —          | —          | —        | —        | —    | —    | 1         | 0         |
| Tổng cộng sự nghiệp | Tổng cộng sự nghiệp | Tổng cộng sự nghiệp                     | 80       | 11       | 5            | 0            | 31         | 6          | 12       | 1        | 3    | 2    | 131       | 20        |

1. ↑  Bao gồm Copa de la Liga Profesional, Cúp EFL
2. 1 2  Ra sân tại Copa Libertadores
3. ↑  Ra sân tại Copa de la Superliga
4. ↑  Ra sân tại Copa Sudamericana
5. ↑  Ra sân tại Trofeo de Campeones de la Liga Profesional

## Danh hiệu
Racing Club
- Trofeo de Campeones de la Liga Profesional: 2022[24]

Juventus
- Coppa Italia: 2023–24[25]